# Francisco Rojas Villegas
Pour les articles homonymes, voir Francisco Rojas et Villegas.
 (juillet 2013).
Si vous disposez d'ouvrages ou d'articles de référence ou si vous connaissez des sites web de qualité traitant du thème abordé ici, merci de compléter l'article en donnant les références utiles à sa vérifiabilité et en les liant à la section « Notes et références ».
Francisco Rojas Villegas (né à Santiago du Chili le 14 juin 1909 - décédé à Santiago le 18 décembre 1993) est un médecin, universitaire et chercheur chilien, ministre de la santé sous le gouvernement du président Jorge Alessandri dans les années 1960.

## Biographie
Fils de Francisco Rojas Echiburu et d'Elena Villegas, il étudia au Lycée allemand de Santiago. Il devient médecin chirurgien à l'Université du Chili en 1936.
Il est considéré comme l'un des précurseurs de la Chirurgie cardiaque de la Sténose mitrale, de certaines maladies cardiaques congénitales chez l'adulte et le fondateur de la première unité coronarienne de son pays. Il est aussi l'un des fondateurs et dirigeants de la Fondation de Cardiologie.
Il est un membre important de l'Académie des Sciences depuis 1985, deux ans plus tard, il est nommé Maître de la Médecine Chilienne et en 1989, Maître de la Cardiologie Chilienne. Il reçoit le titre de professeur émérite de l'Université du Chili en 1991, en reconnaissance de ses travaux d'enseignant et chercheur en chirurgie cardiaque. 
Il est le dernier ministre de la Santé de Jorge Alessandri.
Il est décédé en 1993 après avoir souffert d'une longue maladie.